# Velký Buck Howard
Velký Buck Howard (v anglickém originále The Great Buck Howard) je americká filmová komedie z roku 2008. Režisérem filmu je Sean McGinly. Hlavní role ve filmu ztvárnili John Malkovich, Colin Hanks, Emily Bluntová, Ricky Jay a Steve Zahn.

## Děj
Troy Gable, který na přání svého otce studoval dva roky práva, si uvědomí, že ho studium neuspokojuje a rozhodne se ho ukončit. Sní o kariéře spisovatele, ale potřebuje si vydělávat na živobytí. V novinách narazí na inzerát kouzelníka Bucka Howarda, který hledá cestovního manažera. Při pohovoru v restauraci se setká s tímto excentrickým mentalistou, který byl kdysi národní celebritou a více než šedesátkrát vystupoval v The Tonight Show s Johnny Carsonem, ale jeho sláva již značně vybledla. Troy o něm nikdy neslyšel, přesto přijímá nabídku stát se jeho road managerem za 650 dolarů týdně.
Troy se seznamuje s Buckovou show při jeho vystoupeních v malých městech po celé zemi. Buck je energický a charismatický showman, který se stále chová, jako by byl světově proslulý. Na veřejnosti je vždy přátelský a okouzlující, ale v zákulisí je to jiný člověk. Vyžaduje, aby pro něj bylo vše perfektně zařízeno, a těžko snáší, když s ním někdo nezachází s úctou odpovídající "umělci jeho formátu". Jeho vrcholným číslem je trik, při kterém nechá publikum schovat obálku se svým honorářem kdekoli v sále, zatímco čeká v šatně. Když se vrátí, vždy peníze najde – pokud by je nenašel, vzdal by se honoráře za ten večer.
Buck plánuje velký comeback a už tři roky trénuje speciální "efekt", který chce předvést v Cincinnati. Pro propagaci této události je místo zkušeného PR manažera, kterého Buck očekával, vyslána mladá tisková mluvčí Valerie Brennan. Přestože k ní Buck přistupuje přezíravě, Valerie a Troy si padnou do oka a stráví spolu noc. Valerie organizuje tiskové pokrytí a zajistí stovky účastníků a značnou mediální pozornost. V den velkého vystoupení se Buck pokusí uvést do hypnózy celý sál lidí. Trik perfektně funguje, ale právě když má vyvrcholit, všichni novináři odejdou pokrývat dopravní nehodu Jerryho Springera. Buckův úspěch tak není zdokumentován ani jedinou kamerou. Buck zuří a obviňuje Valerii, že nezajistila celostátní média. Když jí vyhrožuje vyhazovem, Valerie mu ukáže článek v časopise Entertainment s titulkem "The (not so) Great Buck Howard", který ho líčí jako bývalého, tyrana a podvodníka. Po představení Buck náhle zkolabuje a je převezen do nemocnice.
Ironií osudu mu právě kolaps a hospitalizace přinesou mediální pozornost, po které toužil. Je pozván do televizních show Conana O'Briena, Jona Stewarta a dalších. Když má konečně vystoupit v The Tonight Show s Jay Lenem, je jeho vystoupení zrušeno kvůli přetáhnutí rozhovoru s Tomem Arnoldem. Buck přijme nabídku pravidelného vystupování v Las Vegas, ale tamní atmosféra mu nevyhovuje. Během premiéry poprvé za čtyřicet let selže v nalezení svého honoráře a smlouva padá.
Troy se vrací do Los Angeles a s pomocí Valerie získává práci jako asistent scenáristy v televizním pořadu. Jednoho dne však v novinách zahlédne oznámení o Buckově vystoupení v nedalekém kulturním centru. Navštíví ho v šatně a Buck mu prozradí, že Las Vegas není to, co skutečně chce – raději cestuje a vystupuje v malých sálech pro věrné fanoušky, kteří jeho umění rozumí. Troy sleduje show poprvé jako divák a vidí, jak dokonale Buck zapadá do tohoto prostředí. V závěrečném čísle Buck opět úspěšně najde schované peníze, přestože Troy zaslechl zvěsti o tajném spolupracovníkovi a sluchátku v uchu. Zůstává záhadou, jak Buck svůj trik provádí.

## Obsazení
| John Malkovich      | Buck Howard        |
| Colin Hanks         | Troy Gable         |
| Emily Bluntová      | Valerie Brennan    |
| Ricky Jay           | Gil Bellamy        |
| Steve Zahn          | Kenny              |
| Tom Hanks           | pan Gable          |
| Griffin Dunne       | Johnathan Finerman |
| Matthew Gray Gubler | Russell            |
| Michael Winslow     | sebe               |
| Conan O’Brien       | sebe               |
| Jon Stewart         | sebe               |
| Regis Philbin       | sebe               |
| George Takei        | sebe               |
| Jay Leno            | sebe               |
| Tom Arnold          | sebe               |